# Vision de Wenlock

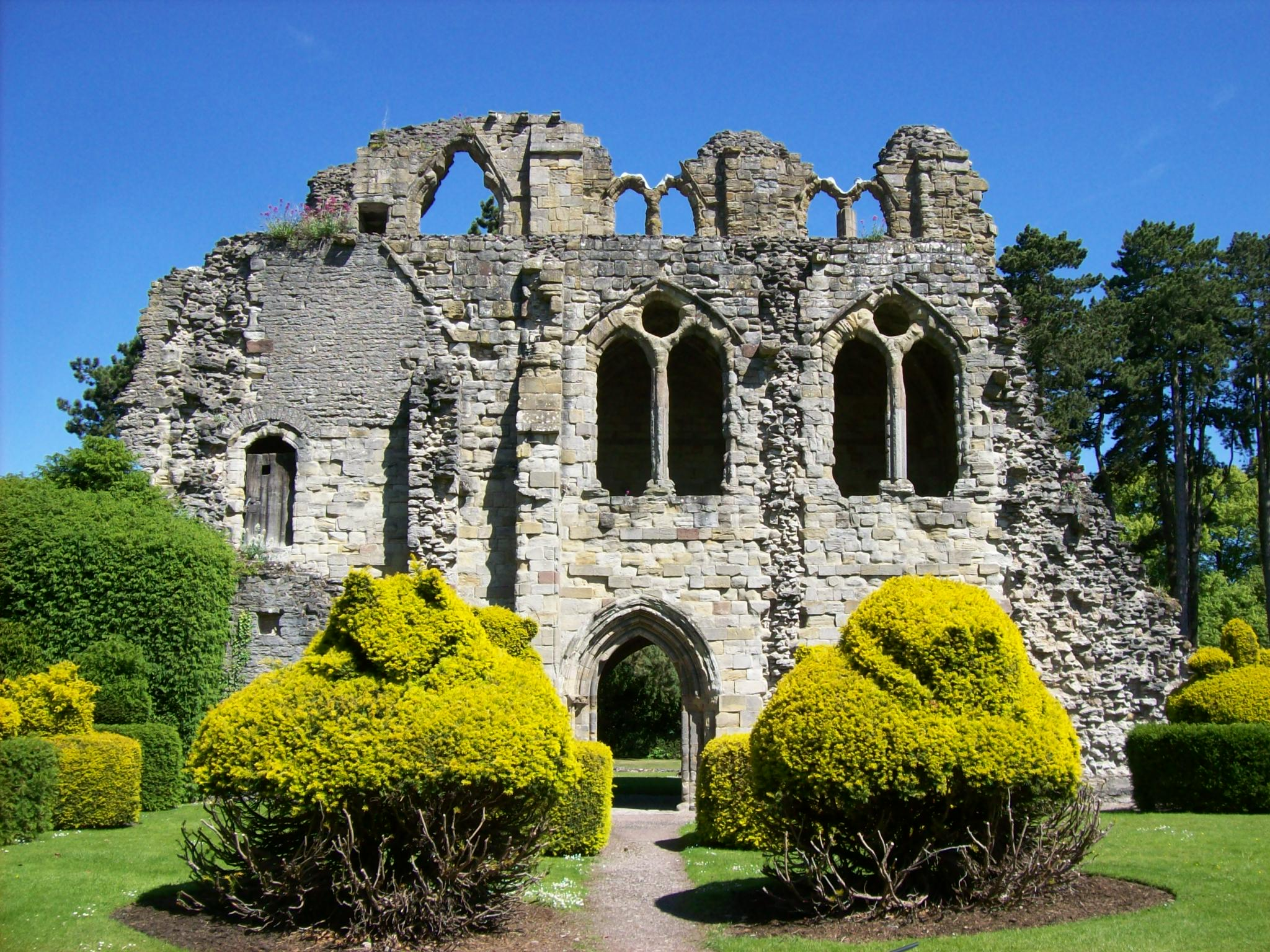
Le prieuré de Wenlock

La vision de Wenlock est un texte écrit vers 716 par Wynfrid-Boniface, un prêtre missionnaire. C'est le récit d'une vision de l'au-delà qu’un moine de l’abbaye de Wenlock a raconté après être décédé et revenu à la vie Ce récit avait été envoyé à la correspondante de Boniface, l’abbesse de Barking. Les visions de l’au-delà auront toujours une certaine importance, mais venant de la bouche d’un homme de foi, la vision de Wenlock aura un grand effet sur les croyances du moment.

## Résumé de la vision de Wenlock
Après plusieurs jours de souffrances, causées par une maladie, un frère du prieuré de Wenlock meurt. En un clin d’œil, le frère voit le monde tout entier comme s'il pouvait voir tout ce qu'il désirait. Des anges l'emporteront au ciel, où il aura les yeux brûlés par un feu entourant la terre. Un ange le protégera de ses douleurs et lui redonnera la vue. Son âme sera ensuite jugé par rapport à ses actes passés durant sa vie terrestres. Il sera aussi témoin de quelques jugements d'âmes, dont celle d'un roi célèbre. Les anges et les démons débâteront pour avoir la mainmise sur les âmes nouvellement arrivées. Sans qu'il ait de description de déplacement, le frère se rend en enfer, où se trouvent des puits de feu. Les âmes en punitions temporaires ont des corps de corbeaux et ont une voix humaine. Les âmes qui sont en punitions permanentes, sont au plus profond de ces puits et n'en sortiront jamais. Toujours sans bouger, le frère se retrouve au paradis, le lieu des gens bienheureux. Il y voit des gens traverser un fleuve de feu purgatoire grâce à une petite planche. Certaines âmes traverseront sans aucun problèmes d'autres devront passer quelque temps dans le fleuve avant de toucher l'autre rive. De ce côté se trouve la Jérusalem céleste, un endroit magnifique ou les âmes on droit au bonheur éternel. C'est après avoir vu tout cela que l'ange accompagnateur du frère lui dit qu'il devait retourner à son corps pour partager ce qu'il avait vu à tous ceux que cela pourrait aider. Le dégoût de son corps, les yeux sanglants, et le doutes de quelques personnes, rendront le retour à la vie assez difficile pour ce frère.

## Mise en contexte

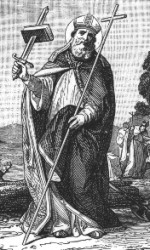
Wynfrid-Boniface en tant que Saint

Wynfrid-Boniface est né entre 672 et 675. Il est un Anglo-saxon, né à Exeter en Wessex dans la tradition du Pape Grégory le Grand. Il était issu d’une famille qui avait prospéré qui faisait partie de la basse noblesse. Il est un oblat élevé très tôt (environ 7 ans) dans un monastère. Celui d’Exeter et ensuite de Nursling, en Wessex. Il occupe la charge d'écolâtre, où il devra s’occuper de l’école de l’abbaye, et peu après de tournant du siècle, vers ses trente ans, il est ordonné prêtre. Vers ses 40 ans, Wynfrid désire partir en pèlerinage, ce qu’il fit. De ce fait, il deviendra missionnaire et voyagera un peu partout sur le continent. Durant ce temps, il avait comme correspondante la sœur Eadburg, située à Wimborne. Cette dernière, lui avait demandé de lui envoyer une version écrite de la vision d’un frère de Wenlock. Cet homme était revenu d’entre les morts et il avait raconté ce qu’il avait vu. Wynfrid a d’abord eu une version orale de la part de l’abbesse Hildelith de Barking. Ensuite, Winfrid et trois témoins auront la chance d’entendre ce récit par la bouche du visionnaire. Wynfrid écrivit ce qu’il avait entendu à sa correspondante dans une lettre de 2 500 mots. Selon les informations que l’on a, elle serait datée de 716. D’une part, parce qu’elle est signée par Wynfrid, ce qui veut dire quelle a été écrite avant 719, année où il visite Rome et prend le nom de Boniface. D’autre part, elle doit avoir été écrite à la fin 715 ou au début 716, car le roi Céolred est toujours vivant dans la vision, ce dernier meurt en 716.

## La Vision de Wenlock

### Chemin du départ

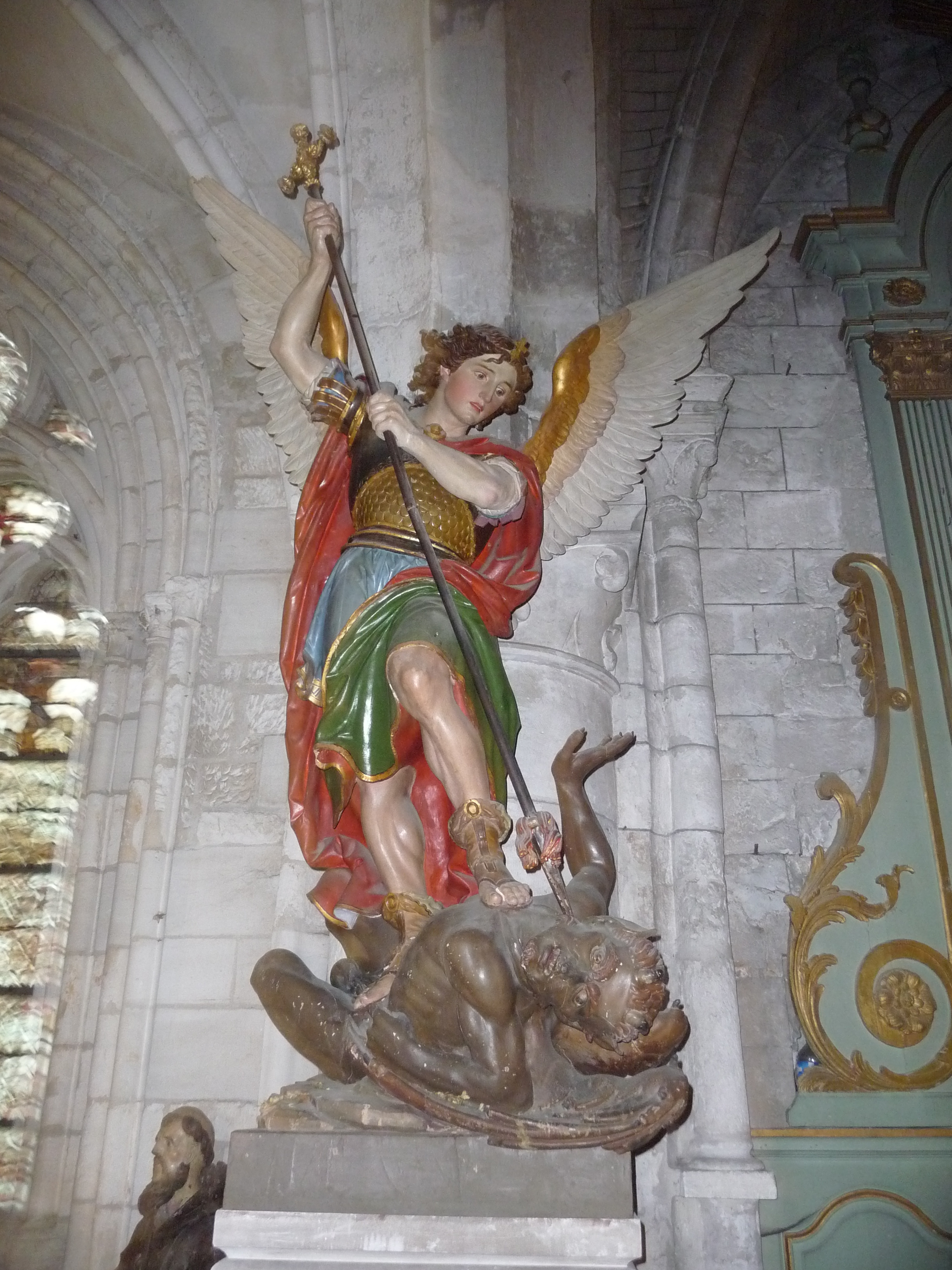
Un ange repoussant les forces du mal grâce à la croix

Dans la lettre, dite de Boniface, jamais on n’appelle le frère, un moine. On pense alors qu’il serait un homme de la communauté de Mildburge qui aurait été à Wenlock à l’âge adulte. Cela expliquerait les accusations envers lui durant sa vision. Il serait un homme du peuple qui se serait mis à la vie monastique que depuis peu. Ce frère avait été touché par une grave maladie qui le fit extrêmement souffrir, qui finit par l’emporter dans la mort et par le fait même libérer son âme de ce corps douloureux. Il décrit ensuite comment il a eu l’impression qu’un voile avait été enlevé devant ses yeux qui lui permettaient de voir tout le monde d’un seul regard. Il n’existait aucun obstacle à ce qu’il pouvait voir, pas même la terre, les maisons, ni les montagnes. Il regardait pour la première fois avec les yeux de son âme. Tout d’un coup, il entendit des chants et de magnifiques anges sont venus l’entourer. Les anges étaient si lumineux qu’il avait de la difficulté à les regarder. Ceux-ci emportèrent ensuite l’homme vers le ciel. Il vit alors, une immense sphère de feu qui entourait la terre. Ce dernier tentait de se rapprocher de la terre comme s’il représentait l’emprise du péché sur cette dernière, mais un ange repoussait constamment les flammes grâce au signe de la croix. Le feu était si intense qu’il brula les yeux du frère, mais un gentil ange lui enleva la douleur et le protégea, seulement en déposant sa main sur sa tête. Rendu là-haut, il vit toutes les âmes qui quittaient leur corps. C’est alors qu’il remarqua aussi que des anges et des démons se querellaient pour ses âmes.

### Le jugement

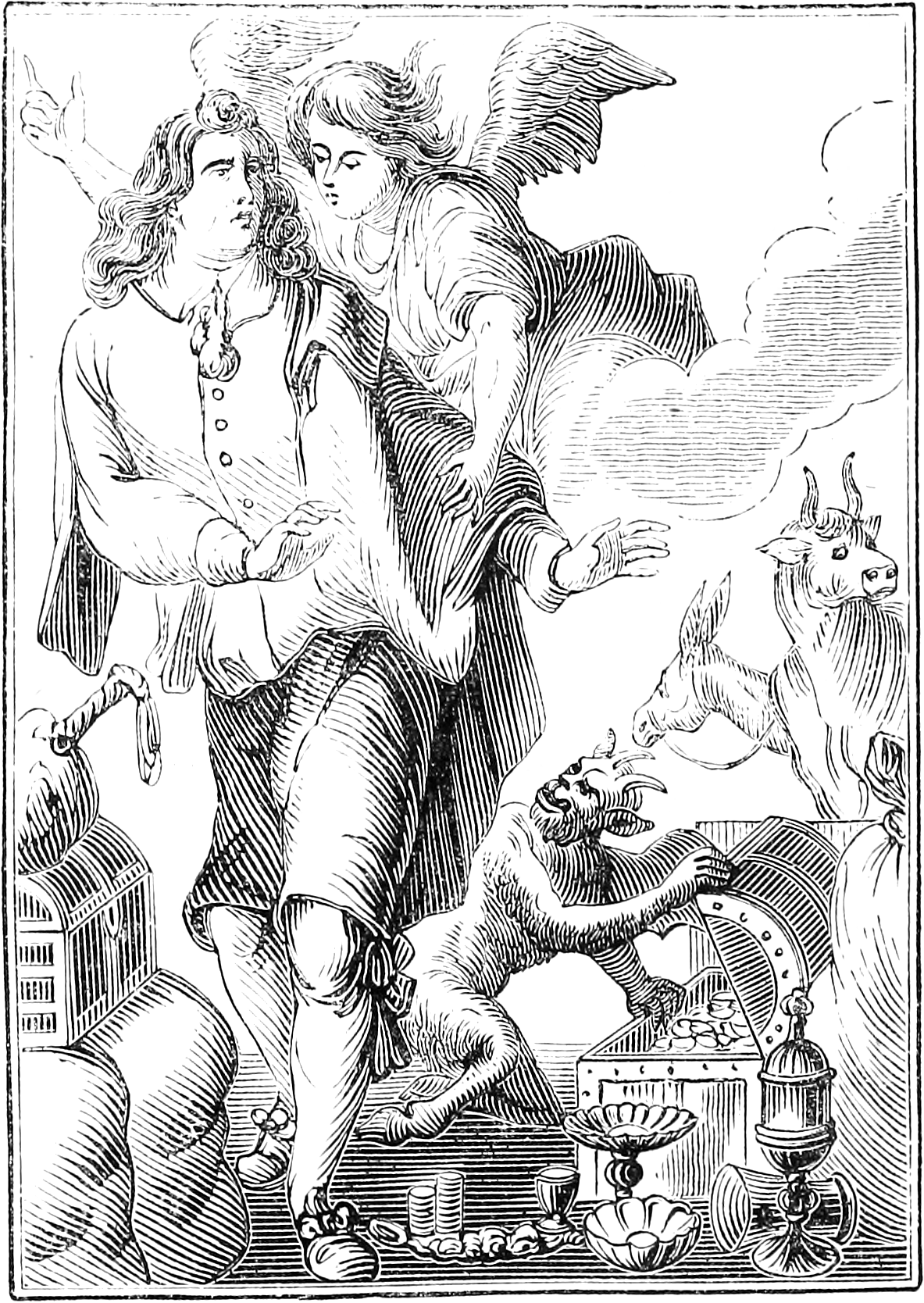
Les anges et les démons chez les vivants

Le jugement des âmes débute bien avant la mort, car le moine de Wenlock a pu voir des anges et des démons remonter pour raconter les mérites et les péchés des gens encore en vie. Il explique qu’il a compris que les personnes qui vivent une bonne vie sont « protégés et défendu par les anges » Cependant, ceux qui vivront une mauvaise vie seront emportés par les démons qui se seront délectés de tous leurs péchés. Bref, les anges et les démons font des va-et-vient entre le monde des vivants et celui des morts. Quand un homme meurt, son âme est alors jugée par les démons qui énumèrent toutes ses fautes, même celles qu’il avait oubliées. Ensuite, les anges vont dire tous les bons coups pour démontrer qu’elle est, malgré tout, une bonne âme. Il faut préciser que des deux côtés, les entités ne font aucune attaque physique. Ils ne sont pas armés et ne font que dire les vérités. Par contre, le jugement du moine de Wenlock est un peu différent, car ses vices et ses vertus parleront pour elles-mêmes en prenant la voix du moine. Il est donc attaqué, non pas par des démons, mais pas le mensonge, la paresse, etc. Il a pu entendre, par exemple: nous sommes ta désobéissance aux anciens quand tu n’as pas fait ce qu’un de tes supérieurs t’a demandé. De plus, un homme est apparu avec une grave blessure qui lui avait été affligé par le moine, dans le passé. La blessure raconta son histoire pour que le moine s’en souvienne. De l’autre côté, il est aidé par le jeûne, la prière et l’obédience envers son supérieur spirituel. Il a entendu, entre autres : je suis ton service envers les plus démunis qui a démontré ta gentillesse et ton empathie pour les pauvres et les malades. Bref, c’est un affrontement verbal entre la personnification de péchés et celle de ces mérites, où ces derniers remporteront. Après avoir eu les yeux brûlés, c’est aux oreilles de souffrir.

### Les personnes rencontrées
Dans la vision du moine, il n’est pas le seul à être jugé. D’abord, il est témoin du jugement d’un abbé qui brillait énormément. Les démons le veulent pour eux, mais il est sauvé par une multitude d’âmes immaculées qui prirent sa défense, car il avait été là pour eux durant leur vie Cela permit aux anges de renvoyer les démons dans les puits (voir la section enfer). Ensuite, le moine voit une jeune fille sur terre qui était à la meule quand elle vit un tamis magnifiquement sculpté et le vola. Immédiatement les mauvais esprits se réjouissaient déjà à l’idée d’avoir un jour son âme Finalement, il voit une âme qui semble perdue et reconnait un frère qu’il avait aidé lors de ses derniers moments. Le frère avait pour dernière volonté que son frère de sang affranchisse une esclave qu’ils avaient ensemble, ce qui n’arrivera pas. Le refus du frère de sang de combler le dernier désir de son frère, avait fait de ce dernier une âme complètement triste dans l’au-delà. Les âmes rencontrées ne sont pas nommé par leur nom, sauf un…le roi de Mercie, Céolred. Celui-ci est attaqué par des démons qui semblent le vouloir plus que tout, mais un livre situé au-dessus de sa tête, le protège. Les péchés étaient si nombreux et graves que les anges n’ont pas eu d’autre choix que de lui enlever le livre et de le laisser aux mains des démons qui le tortura en déchirant son âme. Ce qui est intéressant, c’est que l’âme de ce dernier n'est pas comme les autres. C'est une âme de vivant, donc le roi est toujours en vie pendant ce temps. On sait que le roi Céolred meurt en 716. Les gens du temps, dont Boniface, croyaient que le roi avait été puni par Dieu pour avoir, entre autres, violé des religieuses. « Il mourut de façon subite, possédé par un esprit malin qui le rendit fou, sans pénitence ni confession, conversant avec les diables et insultant les prêtres. » Boniface pensait que dès que les anges ont enlevé leur protection, dans la vision du moine, le roi a commencé à devenir fou. Il était victime d’une torture interne de l’âme. De plus, on peut imaginer ce qui l’attend, car pour les moines, une mauvaise mort annonce une damnation certaine.

### L'enfer

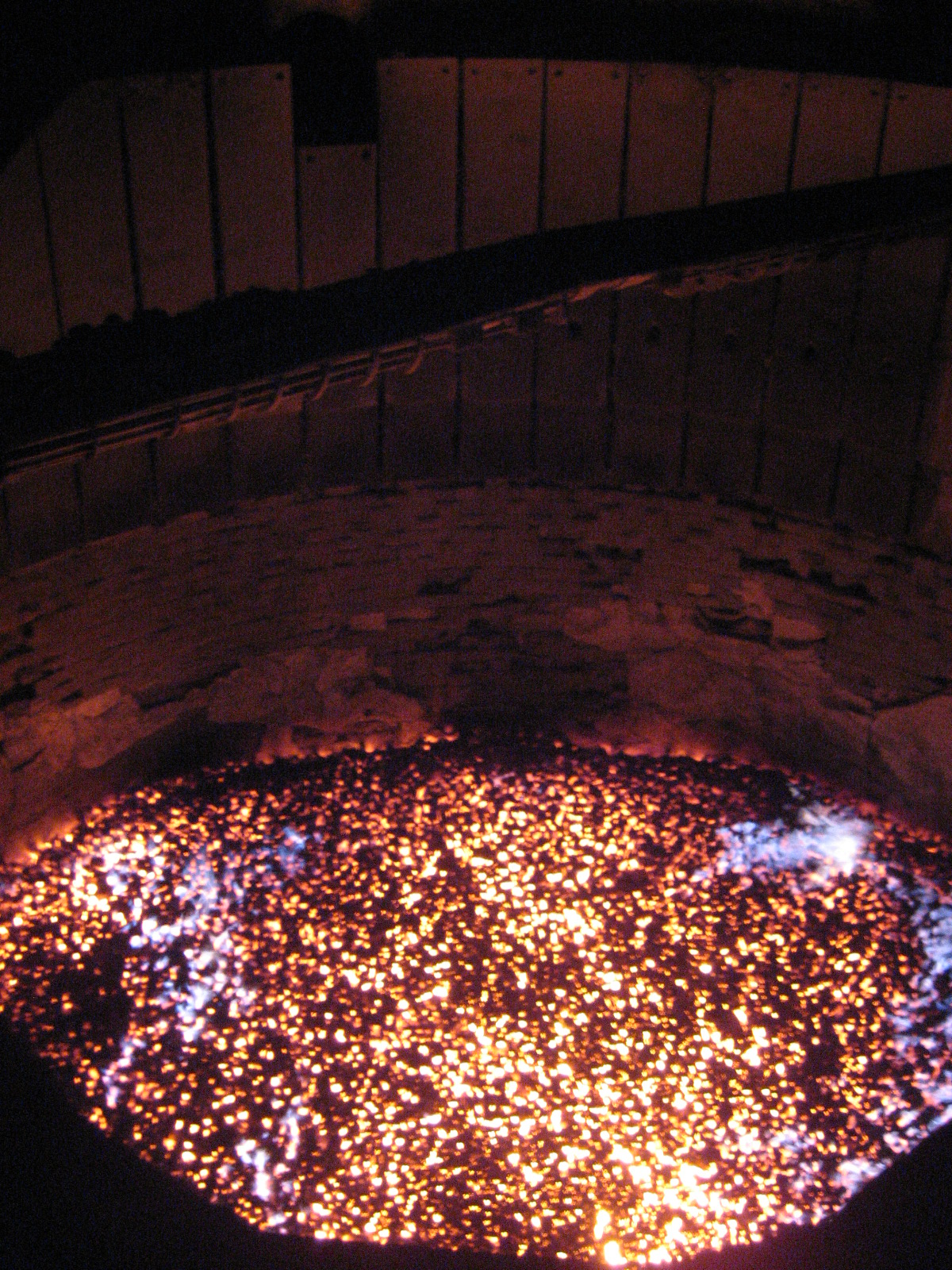
Un puits de feu en ébullition

Sans que le visionnaire nous explique comment il se déplace, il se rendra en enfer. Il y vit plusieurs puits énormes et épeurants. De ces puits sortaient d’immenses flammes et dans celles-ci, le moine pouvait entrevoir les âmes des malheureux. Ces âmes n’avaient plus leur forme humaine, mais plutôt celle d’oiseaux noirs. Cependant, leur voix resta la même ce qui leur permettait de crier et d’appeler à l’aide. Certains d’eux arrivaient parfois à s’accrocher un moment sur les rebords des puits pour jouir d’une petite pause avant de retomber dans leur souffrance. L’ange dit alors au moine que ces âmes seraient pardonnées par Dieu lors du jugement dernier et qu’ils ne faisaient que payer pour les crimes qu’ils avaient commis pendant leur vie terrestre. D’un coup, il entendit un cri horrible venir du fond d’un de ses puits. L’ange lui expliqua alors que c’étaient les hurlements d’une âme punit dans l’Enfer Inférieur. Ces dernières ne seront jamais bénies par Dieu et seront oubliées à jamais dans leur torture éternelle. Il y a donc deux types de condamnations, celles qui sont temporaires et celles qui sont permanentes.

### Le paradis

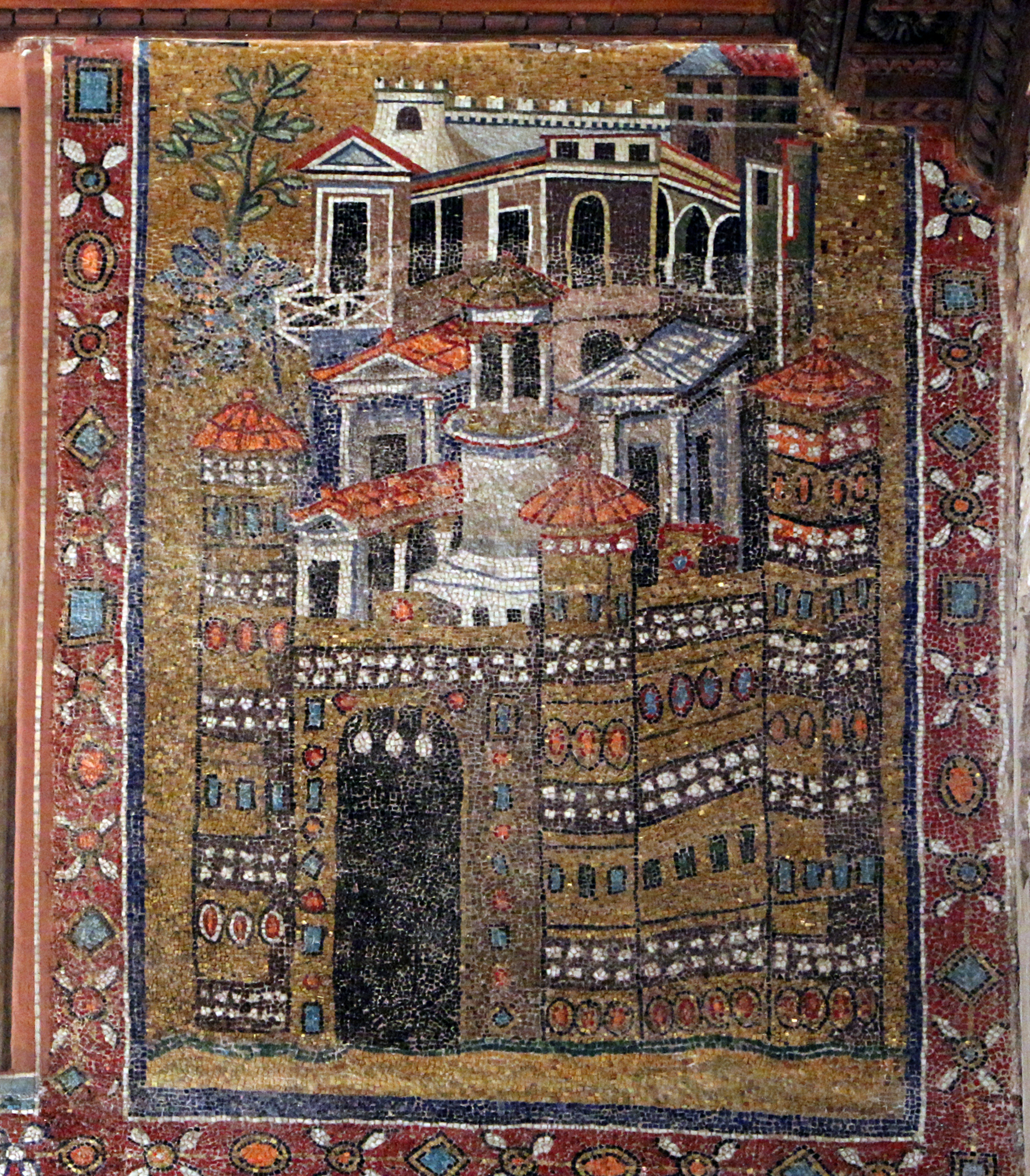
La Jérusalem Céleste

Ensuite, sans qu’il semble bouger, il se retrouve au paradis de Dieu, où se trouvent des hommes qui semblent tous heureux dans ce monde de douceur et de merveilleux parfum. Un peu plus loin, il y a un fleuve de feu surmonté d’un petit pont fait d’une planche. Certaines âmes le traversent sans problème, ce sont les âmes saintes. D’autres vont tomber dans le fleuve jusqu’aux genoux, jusqu’aux hanches ou jusqu’aux épaules, ce sont les âmes qui doivent se purifier de petites fautes. Finalement, il y a celles qui tombent complètement dans le fleuve et qui sont emportées dans le tartare, ce sont ceux dont les péchés sont trop graves pour être purifiées par le feu du fleuve. Les âmes qui réussissent à se purifier de leurs fautes ressortent sur l’autre rive avec une âme beaucoup plus resplendissante qu’avant. Le moine y voit, un moment donné, une âme qui est attaquée par un démon qui essaie de l’enlever lors de son passage sur le pont, mais un ange est venu la sauver et a renvoyé le démon dans le fleuve. Ceux qui se retrouvent de l’autre côté peuvent rejoindre la célèbre ville sacrée, la Jérusalem Céleste. Cette dernière a d'immenses murs d’une brillance étincelante. Plus les âmes se rapprochent, plus elles brillent, moins le moine réussit à les regarder comme s’ils se transformaient en anges. L’accès à cet endroit est une promesse d’une vie de joie éternelle.

### Le chemin du retour

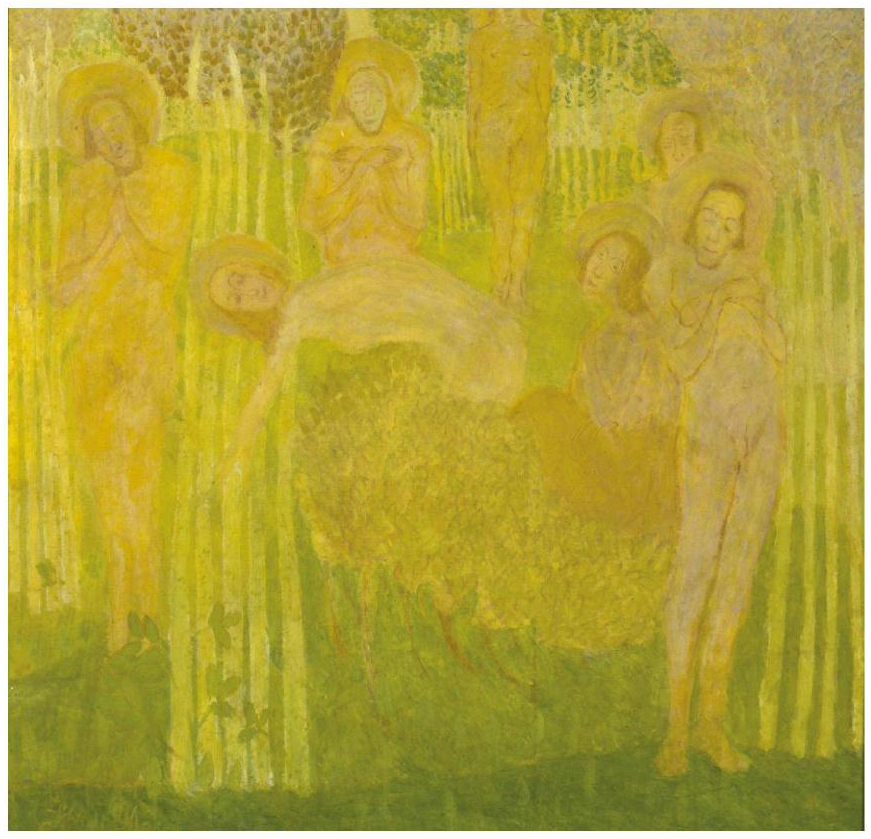
La transfiguration du corps et de l'esprit.

Après avoir été témoin de tous ces événements, le moine reçoit des directives de la part de l’ange qui l’accompagnait. Il lui dit de regagner immédiatement son corps pour aller raconter tout ce qu’il a vu, aux croyants, à ceux qui ont des questions par rapport à l’au-delà de Dieu, mais pas aux sceptiques qui rient de lui. Ces derniers resteront dans l’ignorance de la vérité divine. L’ange lui donna aussi le nom d’une femme que le moine devait aller voir (le nom de la femme restera un secret). Il devra lui faire la lecture de tous ses péchés pour ensuite lui dire qu’elle pourra se repentir par la pénitence et être pardonnée par Dieu. Finalement, il devra raconter toute sa vision « à un prêtre nommé Beggan et de la rendre publique suivant ses instructions ». De plus, il devra lui confesser tous les péchés qu’il a faits depuis sa tendre enfance. Pour s’assurer que le prêtre le croit, il n’aura qu’à lui dire qu’il est au courant que Beggan porte, depuis longtemps, une ceinture en fer autour de la taille, ce que personne ne sait. Le moment où il doit revenir à lui arrive alors, mais à la vue de son corps et ceux qui s’en occupent, le répugne. Rien ne l’avait jamais autant dégoutté, mis à part les démons de l’enfer. Il écoute pourtant les paroles de l’ange et réintègre son corps et se réveille à la surprise de ceux qui préparaient les soins funèbres. Pendant toute la semaine qui suit, le moine de Wenlock a eu les yeux enflés et du sang y coulait souvent, ce qui le rendait complètement aveugle (peut-être un souvenir de ses yeux brûlés par le feu qui entourait le monde). Il se dépêcha ensuite d’aller voir les gens que l’ange lui avait parlé, ce qui confirmait ses visions, sans oublier la mort du roi Ceolred, peu de jour après. Bien qu’il soit parti le plus tôt possible après avoir perdu la vue, sa mémoire lui avait déjà joué des tours et plusieurs moments de sa vision avaient disparu de sa mémoire.

## Ce qui s'ensuivit

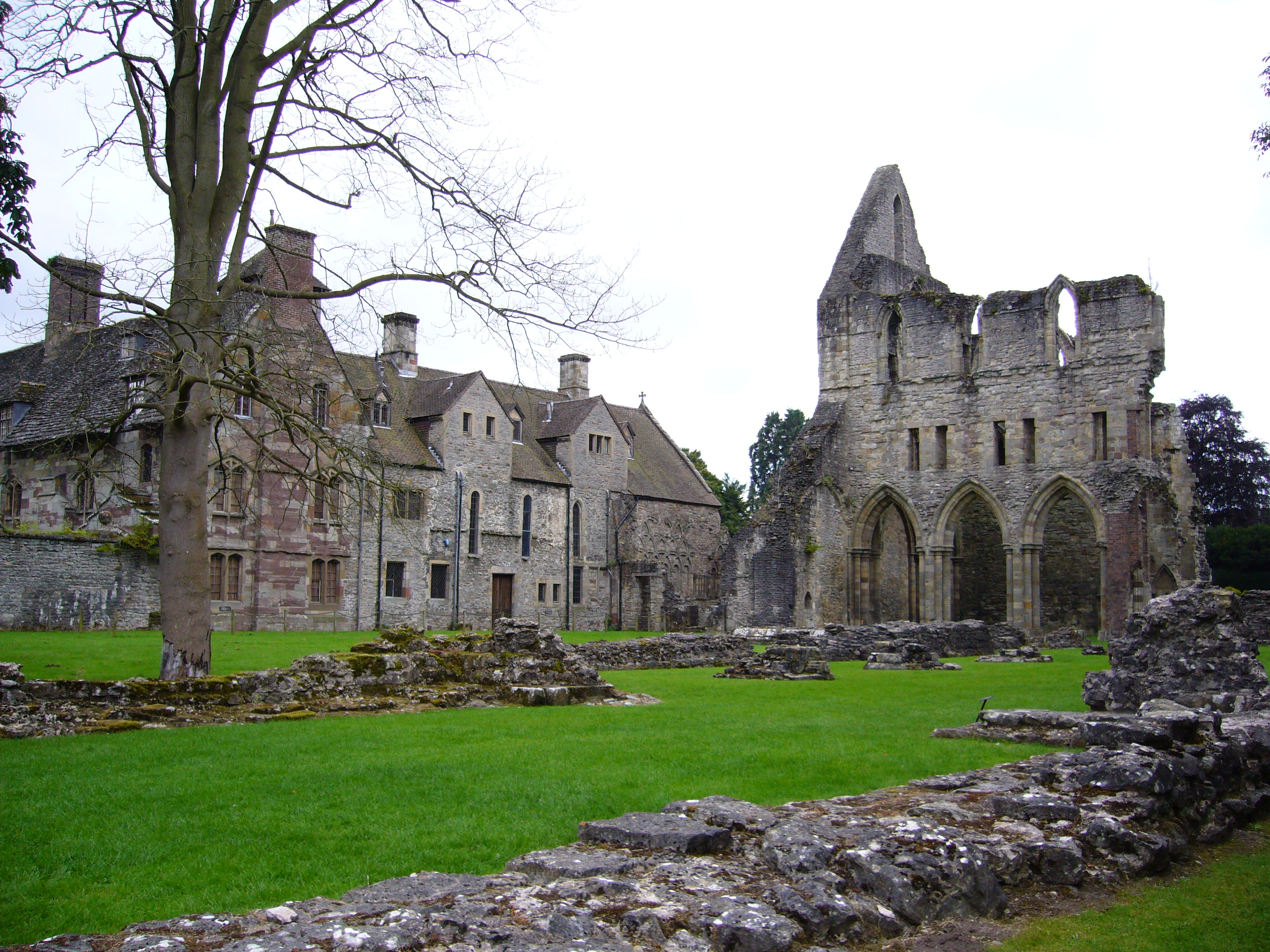
L’abbaye de Wenlock

Il y a donc un côté prophétique à cette vision, car il peut avertir la femme de ce qu’il va lui arriver si elle ne change pas et il a pu prédire la mort et assurer la condamnation éternelle du roi de Ceolred Le frère de Wenlock était sur le bord d’avoir une grande carrière, car sa vision et ses pouvoirs de clairvoyance ont été acceptés. Sa réputation s’est propagée partout dans le monastère de l’Angleterre du Sud et même outre-mer. Cela est peut-être dû à de ses voyages de pèlerinage ou lorsqu’il s’est enfui de sa condamnation (cette dernière ayant été donnée par Céolred qui n’acceptait pas les dires du moine). Le frère de Wenlock avait planifié sa défense envers ceux qui l’accuseraient d’avoir un but de gloire personnelle, en disant que c’étaient les anges qui lui avaient ordonné de la raconter. Il a été prendre l’avis d’un grand prêtre qui a surement joué un rôle important formant la vision grâce à des questions sur la topographie de l’après, et sur ses habitants. De plus, il ne partagera sa vision qu’avec ceux qu’elle peut aider.

### Livres
- (en) Boniface, Saint, Archbishop of Mainz, approximately 675-674, the letters of Saint Boniface, Columbia University Press, 2000  (ISBN 0231120923), 230 p.
- Claude Carozzi, Le voyage de l'âme dans l'au-delà, d'après la littérature latine : Ve – XIIIe siècle, École française de Rome, 1994  (ISBN 2728302898), 720 p.
- (en) Gardiner, Eileen, Medieval visions of heaven and hell : a sourcebook, Garland Pub, 1993  (ISBN 0824033485), 294 p.
- (en) Richard Matthew Pollard, « Imagining the Medieval Afterlife », Pollard (ed.), à paraître avec Cambridge university, 2019, 219 p.
- (en) Patrick Sims-Williams, Religion and Literature in Western England, 600-800, Cambridge University Press, 1990  (ISBN 9780511553042), 168 p.

### Articles
- (en) Diane Watt, « Lost Books: Abbess Hildelith and the Literary Culture of Barking Abbey », Philological Quarterly, volume 91,no 1, 2012, (consulté le 15 novembre 2019), https://www.academia.edu/3077465/Lost_Books_Abbess_Hildelith_and_the_Literary_Culture_of_Barking_Abbey, p. 1-31
- Michel Aubrun, « Caractères et portée religieuse et sociale des "Visiones" en Occident du VIe au XIe siècle », Cahiers de Civilisation Médiévale, vol.  23, no  90,1980, p.  109-130.
- (en) Patrick Henriet, « La vision cosmique comme dévoilement paulinien. Boniface et le moine de Wenlock (Ep. 10) », L.-J. Bord, V. Debiais et É. Palazzo, Le rideau, le voile et le dévoilement, Paris, 2019, (consulté le 15 novembre 2019),https://www.academia.edu/40244769/_La_vision_cosmique_comme_dévoilement_paulinien._Boniface_et_le_moine_de_Wenlock_Ep._10_, p. 135-159.